# Zakspeed
Zakspeed is een Duits raceteam in de Autosport dat tussen 1985 en 1989 deelnam aan het wereldkampioenschap Formule 1. Vanaf 2008 was het team betrokken bij het Superleague Formula-kampioenschap.

## Geschiedenis
Het team werd in 1968 opgericht door Erich Zakowski en is gevestigd in Niederzissen, niet ver weg van de Nürburgring. Zakowski senior trok zich in 1990 terug als teambaas en benoemde zijn zoon Peter als zijn opvolger. Op 1 november 2023 overleed Erich Zakowski op 89-jarige leeftijd.

### Eerste jaren
In de jaren zeventig was het team onder meer actief in de Deutsche Rennsport Meisterschaft, de voorloper van de Deutsche Tourenwagen Meisterschaft en was een tijd het officiële fabrieksteam van Ford. Aan het begin van de jaren tachtig zette het wagens in in het World Sportscar Championship.

### Formule 1
Het team maakte in 1985 de overstap naar de Formule 1. Het team behaalde enkel één keer punten. Tijdens de Grand Prix van San Marino in 1987 behaalde Martin Brundle de vijfde plaats wat hem en zijn team twee punten opleverde. Zijn teamgenoot Christian Danner finishte op de zevende plaats en eindigde zo de race net buiten de punten. Tijdens de seizoenen van 1988 en 1989 kon het team zich nog nauwelijks kwalificeren voor de race. In 1989 kon Bernd Schneider zich twee van de zestien races kwalificeren, maar viel telkens uit, tijdens de andere veertien grands prix geraakte hij niet voorbij de voor-kwalificaties op vrijdagochtend. Zijn teamgenoot Aguri Suzuki kon zich geen enkele keer kwalificeren op vrijdagochtend en na dat jaar verdween Zakspeed uit de Formule 1.

### Na de Formule 1
Nadat het team uit de Formule 1 verdween ging het verder in andere raceklasses. Het nam deel aan de Deutsche Tourenwagen Meisterschaft en het team won in 1999, 2001 en 2002 de 24 uur van de Nürburgring. Vanaf 2008 was het team betrokken bij de Superleague Formula, de raceklasse van voetbalclubs. In 2008 zette het wagens in voor Beijing Guoan, het team dat de titel won en Borussia Dortmund. In 2009 waren het RSC Anderlecht en Sporting Lissabon die met Zakspeed het kampioenschap reden.